# كأس ملك إسبانيا 1927
كأس ملك إسبانيا 1927 (بالإسبانية: Copa del Rey de Fútbol 1927) هو الموسم 27 من كأس ملك إسبانيا. أشرف على تنظيمه الاتحاد الملكي الإسباني لكرة القدم، وكان عدد الأندية المشاركة فيه 26، وفاز فيه نادي ريال يونيون.